# Син Рожевої пантери
«Син Рожевої пантери» (англ. Son Of The Pink Panther) — комедія. Восьмий і заключний фільм режисера Блейка Едвардса із серії, що продовжує історію пригод інспектора Клузо після фільму «Прокляття Рожевої Пантери».

## Зміст
У королівстві Лугаш відбувається надзвичайна ситуація. Невідомі викрадають дочку короля і вимагають за неї величезний викуп. За розслідування береться комісар Шарль Дрейфус. Поліцейський Жак Гамберлі так само виявляється для злочинців прикрою перешкодою, яку вирішено усунути силовим методом.

## Ролі
| Актор             | Роль                  |
| ----------------- | --------------------- |
| Роберто Беніньї   | Жандарм Жак Гамбреллі |
| Герберт Лом       | Комісар Шарль Дрейфус |
| Шабана Азмі       | Королева              |
| Дебра Фарентіно   | принцеса Ясмін        |
| Клаудія Кардинале | Марія Гамбреллі       |
| Дженніфер Едвардс | Юсса                  |
| Роберт Даві       | Ханс закинь           |
| Марк Шнайдер      | Арнон                 |
| Майк Старр        | Ханіф                 |
| Кенні Спелдінг    | Гарт                  |
| Антон Роджерс     | Шеф Чарльз Лазар      |
| Берт Квок         | Като Фонг             |
| Грем Старк        | Професор Огюст Болльс |
| Олівер Коттон     | Кінг Харояк           |
| Аарон Іпале       | Джаффар               |
| Наташа Павлович   | Ріма                  |

## Знімальна група
- Режисер — Блейк Едвардс
- Сценарист — Моріс Річлін, Блейк Едвардс, Мадлен Саншайн
- Продюсер — Тоні Адамс, Френд Майкл Уеллс, Найджел Вуллі